# 游明根
游明根（419年—499年），字志远，广平郡任县（今河北省邢台市任泽区）人，南北朝北魏官员、军事人物。
他是北燕假广平郡太守游幼之子。北燕被北魏灭亡后，游明根回到家乡。经游雅推荐，被魏太武帝提拔为中书学生。皇太子拓跋晃担任监国时，游明根与公孫軌之子公孙叡一同担任主书。魏文成帝即位后，游明根转任都曹主书，获封安乐男爵位，被授予宁远将军称号，后担任假员外散骑常侍、冠军将军，晋升为安乐侯爵位。和平二年（461年），他担任出使南朝宋的使者，与宋方直使明僧暠相对应。和平三年（462年）及四年（463年），他再次出使南朝宋，被宋孝武帝称为“长者”，受到隆重的送迎礼遇。魏献文帝初年，他以冠军将军身份出任东青州刺史，加授员外常侍职位，后转任散骑常侍、平东将军、都督兖州诸军事、瑕丘镇将，不久被任命为东兖州刺史，改封新泰侯。魏孝文帝初年，游明根入朝担任给事中，后转任仪曹长，加授散骑常侍职位。孝文帝发动南征大军时，他担任暂代安南将军、仪曹尚书，晋升为广平公，与梁郡王拓跋嘉一同担任军中参谋。后来兖州百姓发动叛乱，游明根负责劝降工作。太和四年（480年），孝文帝下令从海西、朐城、连口三道发兵南征，游明根担任南征军总指挥。返回平城后，他正式担任尚书，加授散骑常侍职位。由于北魏与南朝齐断绝了关系，孝文帝让群臣讨论是否恢复通交，游明根与陆叡一同支持恢复通交，孝文帝采纳了他们的意见。太和十四年（490年），文明太后去世，群臣极力请求简化丧礼以避免耽误皇帝公务，孝文帝于是让尚书游明根、高闾等人往来传达信息，以这种形式处理政务。游明根以尚书身份转任大鸿胪卿，担任河南王元干的老师，参与律令制定，时常直言进谏。太和十六年（492年），游明根的爵位从侯降为伯。他以年老为由请求退休，经过多次恳请，最终获得批准，被尊为“五更”，朝廷为他举行了辟雍之礼。后来他回到家乡广平郡，孝文帝巡幸邺城时，他前往行宫觐见。游明根病重后，孝文帝派人询问病情，并派遣太医送去药物。太和二十三年（499年），游明根在家中去世，享年八十一岁。朝廷追赠他光禄大夫职位，加授金章紫绶，谥号为靖侯。其子游肇嗣爵。